# Petri Kujala
Petri Kujala (* 12. September 1970 in Forssa) ist ein ehemaliger deutsch-finnischer Eishockeyspieler (Stürmer) und derzeitiger Trainer.  

## Spielerkarriere
Kujala begann seine Karriere in der Saison 1990/91 bei FPS Forssa in der zweitklassigen finnischen 1. Division. Er spielte fünf Jahre für den Verein, ehe er zur Saison 1995/96 zunächst für JYP Jyväskylä in der SM-liiga und später für Diskos Jyväskylä und erneut FPS Forssa in der 1. Division auflief. In der Saison 1996/97 kam Kujala nach Deutschland und spielte in der zweitklassigen 1. Liga Nord für den EHC Neuwied und gewann dort in den Saisons 1996/97 und 1997/98 mit dem Verein die Meisterschaft und zudem 1997 den DEB-Ligapokal.
Kujala absolvierte anschließend eine Saison für den EC Graz in der Österreichischen Oberliga, kehrte aber 2000 nach Deutschland zurück. Zunächst spielte er eine Saison für die Moskitos Essen in der DEL und anschließend zwei Jahre für die Berlin Capitals, ebenfalls in der DEL. Danach wechselte er in die 2. Bundesliga und ging dort zwei Jahre für die Grizzly Adams Wolfsburg aufs Eis. Es folgten zwei Jahre beim EV „Die Füchse“ Duisburg, mit denen er nach der ersten Saison den Aufstieg in die DEL schaffte. Die letzte Station seiner aktiven Laufbahn war der EV Ravensburg, bei dem er ebenfalls zwei Jahre spielte und nach seiner ersten Saison mit dem Team den Aufstieg in die 2. Bundesliga schaffte.

## Trainerkarriere
Von 2008 bis 2012 war Petri Kujala Jugendtrainer beim EV Ravensburg, wo er zur Spielzeit 2012/13 das Cheftraineramt der Profimannschaft übernahm und bis zum Ende der Saison 2013/14 ausübte.
Zur Saison 2014/15 wurde er Cheftrainer von EC Bad Nauheim in Deutschlands zweithöchster Spielklasse DEL2. Sein Vertrag wurde im Januar 2016 bis Ende der Saison 2016/17 verlängert. Kujala wurde im März 2016 als bester Trainer der DEL2-Saison 15/16 ausgezeichnet.
Ab der Saison 2018/19 war er Cheftrainer der Bayreuth Tigers. Nach sieben Niederlagen in Folge wurde er dort Ende Januar 2022 entlassen.

## Persönliches
Seine Frau ist die frühere Profi-Triathletin Wenke Kujala.

## Erfolge
- 1997: DEB-Ligapokalsieger
- 1997: Meister der 1. Liga 1996/97
- 1998: Meister der 1. Liga 1997/98
- 2005: Meister der 2. Bundesliga und Aufstieg in die DEL mit dem EV Duisburg
- 2007: Aufstieg in die 2. Bundesliga mit dem EV Ravensburg
- 2015/16: Bester DEL2-Trainer der Saison